# 狐になった奥様
『狐になった奥様』（きつねになったおくさま、Lady into Fox）は、1922年に出版されたデイヴィッド・ガーネットの小説。ガーネットのデビュー作である。挿絵の木版画は最初の妻であるレイチェル・マーシャルが手掛けた。ジェイムズ・テイト・ブラック記念賞とホーソンデン賞を受賞している。日本語の表題には『狐になった夫人』『狐になった人妻』などもある。

## ストーリー
テブリック夫妻はある冬の日雑木林を散歩していた。すると突然、妻のシルヴィアが狐に変身してしまう。夫のリチャードは驚くが、変身してしまった理由が分からない。リチャードは使用人を追い払い2人での生活を始める。シルヴィアは服を着たりトランプで遊んだりしていたが、次第に狐の本性が現れてくる。リチャードもはじめは夫として接していたが、妻が自分から逃げ出そうとしていることに気付き、シルヴィアを逃がしてあげる。それから数カ月たったある朝、リチャードは狐の鳴き声を聞いてシルヴィアの巣穴を見つけ、5匹の子どもを産んだことを知る。リチャードはそれぞれに名前を付け毎日遊んであげる。狩猟シーズンが訪れシルヴィアと子どもたちを守ろうとするが、猟犬に追いかけられたシルヴィアはリチャードの腕の中で息を引き取る。

## バレエ
Rambert Dance Companyはアンドレ・ハワードの演出で1939年から1950年にかけてバレエを上演している。また2006年にも設立80周年記念としてマーク・ボールドウィン演出で上演した。